# Erik Bo Andersen
Erik Bo Andersen (* 14. listopadu 1970, Dronningborg, Dánsko) je bývalý dánský fotbalový útočník.
Hrál v klubech AaB Fodbold, Rangers FC, Odds BK, MSV Duisburg, Odense BK a Vejle Boldklub. V roce 2005 pomohl s kampaní dánské středopravicové politické straně Venstre.
V letech 1995–1996 odehrál 6 zápasů za dánský národní tým a také reprezentoval Dánsko na mistrovství Evropy v roce 1996.